# Szczeciński Obszar Metropolitalny
Szczeciński Obszar Metropolitalny (SOM) - stowarzyszenie obejmujące wojewódzkie miasto rdzeniowe – Szczecin i powiązane z nim funkcjonalnie najbliższe otoczenie.
Celem stowarzyszenia jest m.in. upowszechnianie idei samorządności lokalnej i regionalnej, wspieranie jej rozwoju,  kształtowanie wspólnej polityki stowarzyszonych jednostek jak również wspieranie gospodarczego i kulturowego rozwoju członków i wspieranie współpracy transgranicznej.
W skład SOM wchodzą Szczecin jako siedziba oraz:
- gmina Kobylanka
- gmina Stare Czarnowo
- gmina Police
- gmina Dobra
- gmina Goleniów
- gmina Kołbaskowo
- gmina Gryfino
- miasto Stargard
- gmina Stargard
- gmina Nowe Warpno
- gmina Stepnica
- miasto Świnoujście

Gminy miejskie, wiejskie i miejsko-wiejskie SOM zajmują łącznie obszar o powierzchni 2 794,51 km² (12,2% obszaru województwa) zamieszkały przez 687 247 osób (39,98% populacji regionu).